# Château fort dit la Boursidière ou la Boursillière
Château fort dit la Boursidière ou la Boursillière ou La Bourcillière) est un château fort du Xe siècle ou XIe siècle situé au lieu-dit du même nom à la limite des communes de Châtenay-Malabry et du Plessis-Robinson, à l’extrémité nord de la forêt de Verrières et à proximité immédiate de l’A86. On peut encore y voir, délimitée par une clôture, quelques vestiges (soubassements) de l’ancien donjon de la Boursidière.

## Histoire et légende
Le site de La Boursidière et ses environs a été occupé depuis très longtemps : on a retrouvé des vestiges néolithiques au lieu-dit des Cent Arpents, et les restes d’un atelier de céramique gallo-romain sur le site même.
Les circonstances de l’édification et de la destruction du château-fort de La Boursidière sont très mal connues. Il aurait pu être construit au Xe ou au XIe siècle par le chapitre de Notre-Dame, pour être utilisé comme rendez-vous de chasse mais aussi comme élément d’une ligne de surveillance : d’autres donjons du même style existaient, l’un au-dessus de Buc, l’autre sur la route de Fontainebleau. Le donjon était construit sur un plan rectangulaire régulier. Le style de construction semble avoir été le même que pour l’église Saint-Germain l’Auxerrois de Châtenay. Le château aurait également servi de prison au XIIIe siècle, avant d’être détruit au XIVe siècle, peut-être par les Anglais.
Selon une légende, la reine Blanche de Castille y serait venue délivrer les serfs de Châtenay et leurs familles, emprisonnés par les chanoines pour non-paiement de la taille. Elle aurait frappé de son bâton royal la porte du donjon, et à ce signal ses hommes d’armes auraient brisé la porte et libéré les serfs survivants, plusieurs ayant péri étouffés. Outrée par les protestations des chanoines, la reine aurait fait saisir leurs revenus temporels et détruire le donjon. Toutefois, selon d’autres sources, c’est à Paris que les serfs auraient été emprisonnés. Toujours est-il que les serfs furent affranchis quelques années plus tard à la suite du versement au chapitre d’une somme de  1 400 livres.
La légende dit qu’une Dame blanche vient chaque nuit de Noël rôder autour des ruines, protégeant un trésor (plusieurs trésors auraient été trouvés dans la forêt, dont au moins deux datant de la guerre de Cent Ans).
En 1423, le roi d’Angleterre Henri VI saisit les terres de Jean de La Haye, seigneur du Plessis-Raoul dit Plessis-Picquet (Plessis-Robinson) et de la Boursidière et en fit don à son écuyer Guillaume de Dangueil. En 1682, le château, ruiné depuis longtemps, fut vendu au roi par Le Vasseur, seigneur du Plessis-Piquet.
Sous Louis XIII, des allées rectilignes furent tracées dans la forêt de Verrières, lieu de chasse royale, puis sous Louis XIV, Colbert fit compléter leur dessin en étoile autour du carrefour de l’Obélisque.

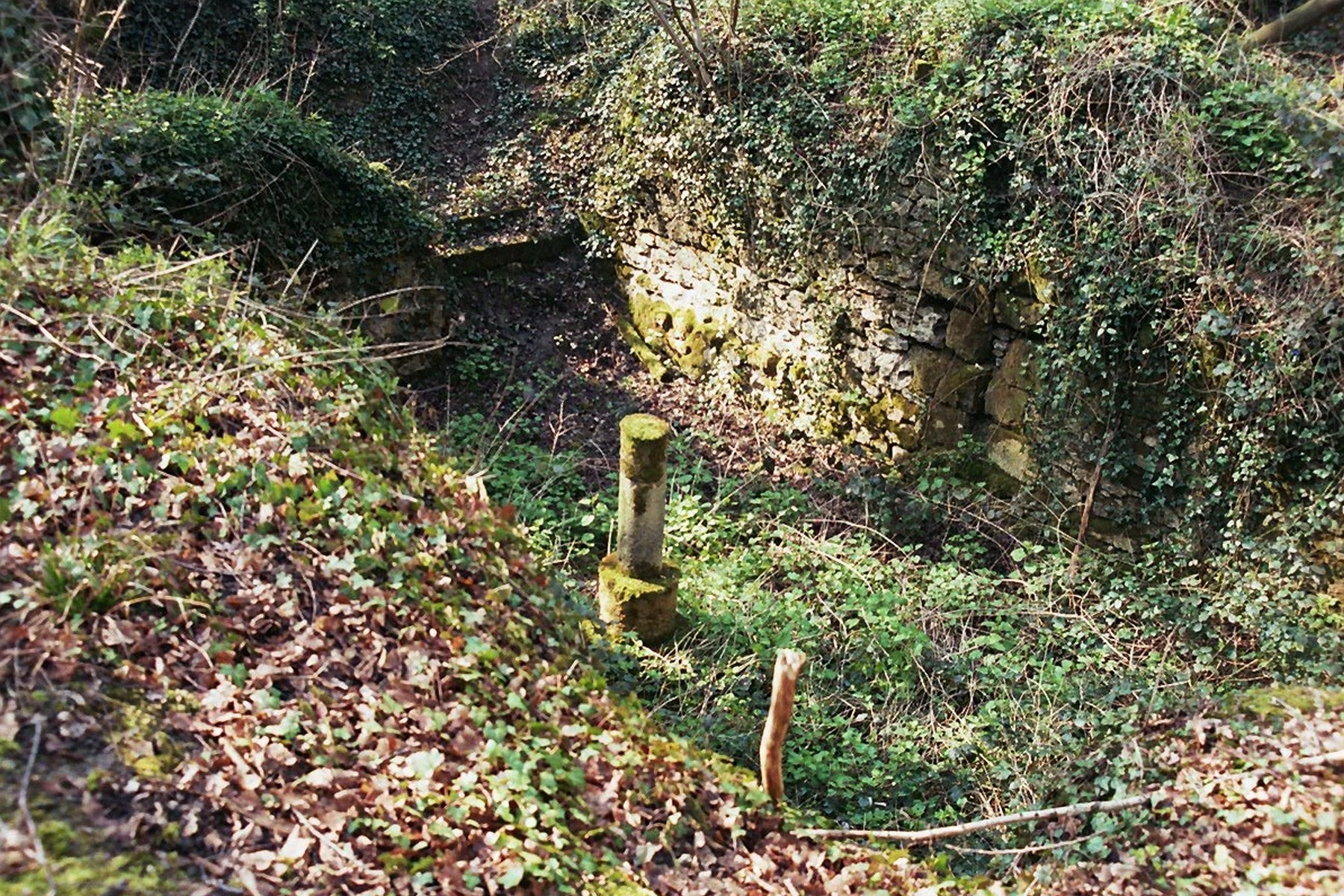
Vestiges du château de la Boursidière

Le tracé de la grande route de Versailles à Choisy, devenue Nationale 186, puis, récemment de l’autoroute A 86, a isolé l’enclave de la Boursidière des villes du Plessis et de Châtenay.
Dans les années 1950, les fossés du donjon étaient encore visibles, mais ils ont été quasiment comblés lors de l’installation du bassin de retenue voisin. Les vestiges de la construction sont aujourd’hui très modestes, malgré une timide mise en valeur effectuée il y a quelques années. Les ruines sont mentionnées par le service régional de l’inventaire Île-de-France.
Il existe toujours une route de la Boursidière dans la forêt de Verrières et une rue de la Bourcillière au Petit Clamart.

## Pour approfondir